# Drosophila conspicua (artundergrupp)
Drosophila conspicua är en artundergrupp inom undersläktet Hawaiian Drosophila och artgruppen Drosophila grimshawi. Artgruppen består av elva arter.

## Arter
- Drosophila aglaia (Hardy, 1965)
- Drosophila conspicua (Grimshaw, 1901)
- Drosophila gymnophallus (Hardy & Kaneshiro, 1975)
- Drosophila kikiko Magnacca, 2012
- Drosophila kinoole Magnacca, 2012
- Drosophila liophallus (Hardy & Kaneshiro, 1968)
- Drosophila macrothrix (Hardy & Kaneshiro, 1968)
- Drosophila odontophallus (Hardy & Kaneshiro, 1968)
- Drosophila psilophallus (Hardy & Kaneshiro, 1971)
- Drosophila spaniothrix (Hardy & Kaneshiro, 1968)
- Drosophila tarphytrichia (Hardy, 1965)